# William Edward Hartpole Lecky
William Edward Hartpole Lecky (født 26. marts 1838 på Irland, død 22. oktober 1903 i London) var en engelsk historieskriver.
Lecky studerede i Dublin. Han udgav anonymt: The leaders of public opinion in Ireland (1861, ny udgave 1903). Derpå kastede han sig over de åndelige strømningers og sædernes historie, der hidtil kun havde været lidet behandlet, og vandt et stort navn ved sine skrifter på dette område: History of the rise and influence of the spirit of rationalism in Europe (2 bind, 1865, flere gange udkommen på ny, sidste gang 1899) samt History of European morals from Augustus to Charlemagne (2 bind, 1869, 12. udgave 1899). Han gik derefter over til at skildre Englands og sit fædrelands historie efter Macaulays mønster; som denne er han bred og malende, og man mærker stadig hans personlighed gennem skildringen: A history of England in the 18th century (8 bind, 1878—90, ny udgave 1892) og A history of Ireland in the 18th century (5 bind, 1892). Han har endvidere foruden mindre skrifter udgivet Democracy and liberty (2 bind, 1896, ny udgave 1899), der vakte en ikke ringe opsigt. Han optrådte som politiker og valgtes 1895 af Dublins Universitet til medlem af Underhuset; han var liberal unionist. Endelig udgav han: Map of life, conduct and character (1899). Hans hustru Elisabeth Lecky udgav A memoir of William Edward Hartpole Lecky (1909).